# 생태사회주의
생태사회주의(生態社會主義, 영어: eco-socialism)는 좌파에 해당하는 녹색당 및 환경운동가들의 주요 사상이며 생태적 위기를 가져오는 자본주의의 무분별한 산업화에의 반대와 생태 보존을 주창한다. 기본적으로 사회주의, 대안 세계화를 포함하고 경제 발전과 생태의 조화를 중시하며 자유지상주의적 사회주의적인 정책을 옹호한다. 생태사회주의는 적록 정치(Red greens)라고도 불리는데 특히 자본주의자들이 생태사회주의자들을 멸칭으로 사용할 때 '적록 정치자'들이라고 한다. 그러나 적록 정치라는 어원 자체가 멸칭을 목적으로 한 어원은 아니다.

## 개요
생태사회주의의 러시아 혁명 기간, 레닌주의에 반대한 무국가 사회주의자들이 20세기 자본주의의 무분별한 산업화로 나타난 환경 문제에 관여하면서 나타났다. 이런 역사를 가진 생태사회주의는 다분히 사회주의 성향이 강했지만, 시대가 지남에 따라 정권 획득의 한계성이 있다는 일념 하에 1975년 프랑스에서 최초로 약간의 자본주의를 허용하고 점점 개량주의 성향을 띠게되었다. 생태주의에 사회주의의 사회-철학적 이념과 사회주의의 경제적 법칙을 합친 사상이다. 생태사회주의자들은 '녹색자본주의'는 없다고 말한다. 즉, 자본주의의 특이적 산업화는 녹색성장과 혼용될 수 없으며, 자본주의에 대항하는 사회주의 정책이 산업화 일련 과정에 제동을 걸으므로 환경 및 생태를 보존시킬 수 있다고 주장한다. 미국에서는 생태사회주의자들의 상징을 수박이라고 정했는데 이유는 생태주의의 녹색과 사회주의의 붉은색이 섞였다는 이미지가 강하기 때문이다. 이들은 세계적 기준에서 볼 때 녹색정치로 분류되며 녹색정치 본연의 목적처럼 사회정의를 중시하며, 자본주의의 무조건적 이윤 추구를 위한 급속한 개발화가 환경을 급속한 개발 그 이상으로 파괴시킨다고 주장한다. 이들에 따르면, 인간의 최소 효용에 맞는 개발 속도와 동시에 환경주의적 개발을 추구해야 한다.
생태사회주의의 주요한 상대는 현대 자본주의자들이라서 냉전 기간 당시 생태주의의 일부라기보단 사회주의의 일부로 분류되기도 했지만, 그들은 트로츠키주의와 스탈린주의를 비판하기도 했다. 스탈린주의의 집산주의와 독점적 신경제정책은 환경을 파괴하는 것부터 시작해서 자본주의와 별 다를 바 없다는 평가를 했다. 또한, 각 공산주의 국가의 집단 산업화를 지적하기도 하였는데, 이 때문에 각 언론 매체에서는 생태사회주의는 사회주의적인 정책보다, 생태 보존을 더 우선시하기 때문에, 생태주의로 분류하는 것이 옳다고 판단, 학계에서는 생태사회주의를 생태주의의 일부로 분류시켰다.
생태사회주의 정당은 북유럽 국가에서 강력한 정치 세력으로 평가되고 있다. 과거 생태주의, 녹색정치가 좌익뿐만의 사상은 아니었지만, 오늘날 주된 생태주의 정당이 사회주의 색체를 띄는 이유가 바로 생태사회주의자들이 20세기 간 자본주의의 산업화 만능주의에 적극적으로 맞선 결과물이기도 하다. 대한민국의 사례로는 진보신당이 사회민주주의에서 생태사회주의로 주요 이념을 바꾸었다. 유럽에서는 유럽녹색좌파당을 중심으로 생태사회주의자들이 활동한다.
그 외 생태사회주의는 비폭력주의, 풀뿌리 민주주의 그리고 진보주의를 옹호한다.

## 인물
- 란 앵거스: 캐나다의 사회주의자 겸 생태주의자이며 《정체와 정의》라는 저서를 썼다.
- 루돌프 바흐르: 독일민주공화국 출신이므로, 독일 통일 후 사회민주주의적 생태주의자로 명성을 떨쳤으며, 독일 녹색당원이기도 했다.
- 왈트 브라운: 미국의 생물학 박사이며, 한 때 동결된 매머드의 데이터를 완벽하게 분석해내기도 했다. 그는 미국 사회당원이었으며 환경주의자이기도 했다.
- 윌리엄 모리스: 영국의 환경주의적 건축가이자, 사회주의동맹의 창립구성원이기도 하다. 그는 기독교 사회주의자이기도 하다.
- 피터 태첼: 영국의 유명한 동성애 인권운동가이며, 동시에 사회주의적 생태주의자이다.
- 데렉 월: 영국 녹색당의 정치위원이다.

## 같이 보기
- 마르크스주의
- 신마르크스주의
- 신좌파
- 생태주의
- 사회주의
- 녹색정치